# Capul de pod român

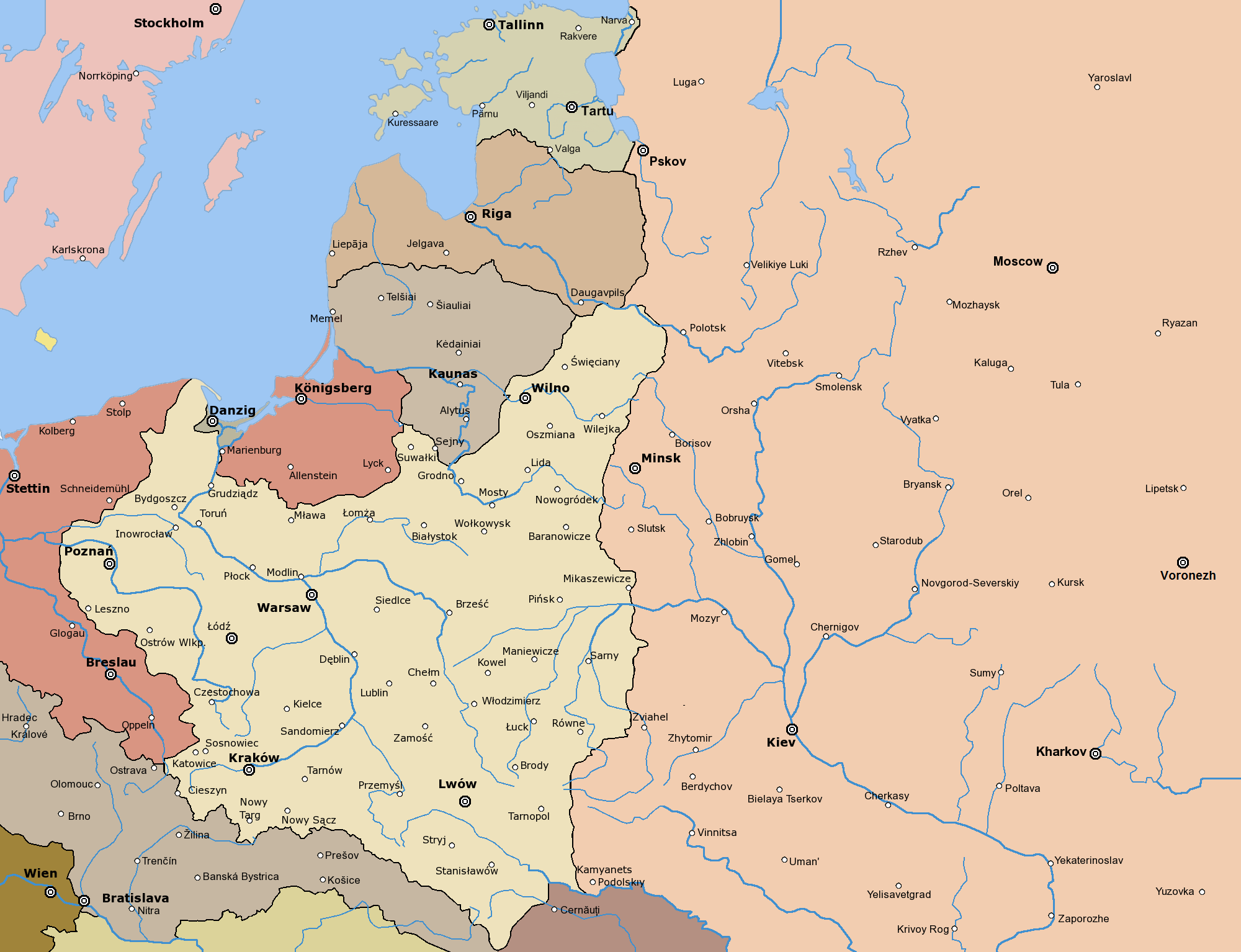
Polonia (1920-1939). Român (maro închis) este în sud-estul Poloniei.

Capul de pod român (în limba poloneză: Przedmoście rumuńskie) era un teritoriu din Sud-Estul Poloniei, care se situează, în momentul de față, în Ucraina. În timpul războiului polonez de apărare, desfășurat între 1 septembrie și 6 octombrie 1939, (la începutul celui de-al doilea război mondial), pe data de 14 septembrie, comandantul suprem al armatei poloneze, mareșalul Edward Rydz-Śmigły a ordonat trupelor care luptau la Est de râul Vistula (aproximativ 20 de divizii) să se retragă spre orașul Lwów, iar de aici, în zona de frontieră cu România și Uniunea Sovietică. 
Această retragere urmărea realizarea unui plan de urgență conceput pentru cazul în care Polonia nu ar fi fost capabilă să-și apere cu succes frontierele. În această zonă, polonezii trebuia să organizeze o defensivă puternică și să reziste stoic și perseverent până la venirea iernii, când Franța și Regatul Unit puteau să declanșeze ofensiva pe frontul de vest, după cum se angajaseră. Rydz-Śmigły aprecia că terenul accidentat, râurile Nistru și Stryj, respectiv mlaștinile din zonă, puteau oferi linii defensive naturale rezistente și eficiente la atacurile germane. În regiune se aflau numeroase depozite de arme și muniții care erau legate de portul Constanța, oraș ce putea asigura aprovizionarea trupelor poloneze. 
Existența acestui plan a fost principalul motiv pentru care alianța polono-română nu a fost activată de Polonia. Cele două state între care era încheiat protocolul erau aliate încă din 1921, iar pactul lor de apărare reciprocă mai era încă valabil în 1939. În schimb, guvernul polonez socotea că este mult mai folositor să păstreze deschise liniile de comunicație cu portul Constanța, care avea capacitatea să primească toate navele aliate destinate aprovizionării armatei poloneze. Vasele de luptă ale marinei militare poloneze și un mare număr de vase comerciale fuseseră deja evacuate mai înainte de 1 septembrie 1939. Aceste vapoare ar fi trebuit să acționeze din porturile franceze și britanice și să asigure provizii pentru armata poloneză, via România. 
Intrarea în război a Uniunii Sovietice de partea Germaniei pe 17 septembrie a cauzat ca întreg acest plan să devină invalid și lipsit de rost pentru a fi aplicat, iar unitățile poloneze au primit ordinul să se evacueze și să se reorganizeze în Franța. 
Circa de 120.000 de soldați polonezi s-au retras traversând capul de pod român în țările neutre România și Ungaria. Prin aceeași zonă s-au refugiat și numeroși civili și tot pe aici a fost evacuat tezaurul Băncii Naționale a Poloniei. Majoritatea soldaților polonezi au ajuns în Franța. Aici polonezii refugiați s-au alăturat unităților de aceeași naționalitate nou-formate în Franța și mai târziu în Anglia. Până în momentul în care Statele Unite și Uniunea Sovietică au intrat în război, armata poloneză a fost una dintre cele mai numeroase și notabile ale Aliaților. 